# Li Jinzi
Li Jinzi, född 4 mars 1990 i Zhaodong, Kina, är en kinesisk boxare som tog OS-brons i mellanviktsboxning 2012 i London.